# 나카히메촌
나카히메촌(일본어: 中姫村)은 일본 가가와현 아야우타군에 설치된 촌이다. 

## 참고 문헌
- 角川日本地名大辞典編纂委員会, 『角川日本地名大辞典 43 香川県』, 1985, 角川書店